# 산술-기하 평균 부등식

산술-기하 평균 부등식의 시각적인 증명. PR은 중심이 O인 원의 지름이며, 반지름 AO의 길이는 a와 b의 산술 평균이다. 삼각형의 닯음을 쓰면, 삼각형 PGR에서 밑변 PR에 대한 높이 GQ는 a와 b의 기하 평균이다. a와 b의 비와 상관 없이, AO ≥ GQ이다.

(x + y)^{2} ≥ 4xy의 시각적인 증명. 양변에 제곱근을 취하고 2로 나누면 산술-기하 평균 부등식이 된다.

수학에서, 산술-기하 평균 부등식(算術幾何平均不等式, 영어: arithmetic–geometric mean inequality)은 산술 평균과 기하 평균 사이에 성립하는 부등식이다. 이에 따르면, 음이 아닌 실수들의 산술 평균은 항상 기하 평균보다 크거나 같다. 또한, 두 평균이 같을 필요충분조건은 모든 수가 같은 것이다.
산술-기하 평균 부등식의 증명은 대부분 수학적 귀납법을 사용한다. 코시의 증명은 음이 아닌 실수들의 수가 2의 거듭제곱인 경우를 먼저 증명한다. 산술-기하 평균 부등식은 로그 함수의 오목성과 동치이다.
가중 산술 평균과 가중 기하 평균 사이에도 산술-기하 평균 부등식과 유사한 부등식이 성립한다. 산술-기하 평균 부등식은 소위 제곱-산술-기하-조화 평균 부등식의 일부이다.

## 정의
유한 개의 음이 아닌 실수들 {\displaystyle x_{1},x_{2},\ldots ,x_{n}\geq 0}이 주어졌다고 하자. 다음과 같은 부등식이 성립하며, 이를 산술-기하 평균 부등식이라고 한다.
{\displaystyle {\frac {x_{1}+x_{2}+\cdots +x_{n}}{n}}\geq {\sqrt[{n}]{x_{1}x_{2}\cdots x_{n}}}}
또한, 등호가 성립할 필요충분조건은, 모든 수들이 같은 것이다.
{\displaystyle {\frac {x_{1}+x_{2}+\cdots +x_{n}}{n}}={\sqrt[{n}]{x_{1}x_{2}\cdots x_{n}}}\iff x_{1}=x_{2}=\cdots =x_{n}}

## 증명

### 귀납적 증명
수학적 귀납법을 사용하자. 우선, {\displaystyle n=1}인 경우, 산술-기하 평균 부등식은 자명하게 성립한다. 이제, {\displaystyle n}개 수에 대한 산술-기하 평균 부등식이 성립한다는 가정 아래, {\displaystyle n+1}개 수 {\displaystyle x_{1},\dots ,x_{n+1}\geq 0}에 대한 산술-기하 평균 부등식을 보이자. 산술 평균을
{\displaystyle x={\frac {x_{1}+x_{2}+\cdots +x_{n+1}}{n+1}}}
로 적으면, 산술-기하 평균 부등식은 다음과 같다.
{\displaystyle x^{n+1}\geq x_{1}x_{2}\cdots x_{n+1}}
{\displaystyle x^{n+1}=x_{1}x_{2}\cdots x_{n+1}\iff x_{1}=x_{2}=\cdots =x_{n+1}}
만약 {\displaystyle x_{1}=x_{2}=\cdots =x_{n+1}}라면, 자명하게 등식이 성립한다. 만약 그렇지 않다면, {\displaystyle x}보다 큰 수와 {\displaystyle x}보다 작은 수의 쌍이 적어도 하나 존재하며, {\displaystyle x_{n}>x>x_{n+1}}라고 하여도 무방하다. 그렇다면,
{\displaystyle (x_{n}-x)(x-x_{n+1})>0}
이다. 또한, 양의 실수
{\displaystyle y=x_{n}+x_{n+1}-x\geq x_{n}-x>0}
를 정의하면,
{\displaystyle {\begin{aligned}nx&=(n+1)x-x\\&=x_{1}+x_{2}+\cdots +x_{n-1}+x_{n}+x_{n+1}-x\\&=x_{1}+x_{2}+\cdots +x_{n-1}+y\end{aligned}}}
이므로, {\displaystyle x}는 {\displaystyle n}개의 음이 아닌 실수 {\displaystyle x_{1},x_{2},\ldots ,x_{n-1},y}의 산술 평균이기도 하다. 귀납 가정에 따라
{\displaystyle x^{n+1}=x^{n}x\geq x_{1}x_{2}\cdots x_{n-1}yx}
이다. 또한,
{\displaystyle yx-x_{n}x_{n+1}=(x_{n}+x_{n+1}-x)x-x_{n}x_{n+1}=(x_{n}-x)(x-x_{n+1})>0}
이므로
{\displaystyle yx>x_{n}x_{n+1}}
이다. 따라서, 다음이 성립한다.
{\displaystyle x^{n+1}=x^{n}x\geq x_{1}x_{2}\cdots x_{n-1}yx\geq x_{1}x_{2}\cdots x_{n-1}x_{n}x_{n+1}}
이 경우, {\displaystyle x>0}이므로, 만약 {\displaystyle x_{1},x_{2},\ldots ,x_{n-1}} 가운데 0이 있다면, 첫번째 부등호는 등호일 수 없다. 만약에 {\displaystyle x_{1},x_{2},\ldots ,x_{n-1}\neq 0}이라면, 두번째 부등호는 등호일 수 없다. 즉, 어떤 경우에도
{\displaystyle x^{n+1}>x_{1}x_{2}\cdots x_{n-1}x_{n}x_{n+1}}
이다. 수학적 귀납법에 따라, 임의의 {\displaystyle n}에 대하여, {\displaystyle n}개 수에 대한 산술-기하 평균 부등식이 성립한다.

### 코시의 증명
만약
{\displaystyle x_{1}=x_{2}=\cdots =x_{n}}
이라면, 산술 평균과 기하 평균은 {\displaystyle x_{1}}로 같다. 만약 서로 다른 두 수가 존재한다면, 당연히 {\displaystyle n>1}이다. 만약 {\displaystyle n=2}이며, 서로 다른 두 수 {\displaystyle x_{1},x_{2}}가 주어지면,
{\displaystyle {\begin{aligned}\left({\frac {x_{1}+x_{2}}{2}}\right)^{2}-x_{1}x_{2}&={\frac {1}{4}}(x_{1}^{2}+2x_{1}x_{2}+x_{2}^{2})-x_{1}x_{2}\\&={\frac {1}{4}}(x_{1}^{2}-2x_{1}x_{2}+x_{2}^{2})\\&=\left({\frac {x_{1}-x_{2}}{2}}\right)^{2}>0\end{aligned}}}
이므로,
{\displaystyle {\frac {x_{1}+x_{2}}{2}}>{\sqrt {x_{1}x_{2}}}}
이다.
{\displaystyle n=2^{k}}이 2의 거듭제곱인 경우, {\displaystyle k}에 대한 수학적 귀납법을 이용하여 증명할 수 있다. {\displaystyle k=1}인 경우, {\displaystyle n=2}이며, 이 경우는 이미 증명되었다. {\displaystyle k-1}에 대한 부등식을 가정한 채, {\displaystyle k}에 대한 부등식을 다음과 같이 보일 수 있다.
{\displaystyle {\begin{aligned}{\frac {x_{1}+x_{2}+\cdots +x_{2^{k}}}{2^{k}}}&{}={\frac {{\frac {x_{1}+x_{2}+\cdots +x_{2^{k-1}}}{2^{k-1}}}+{\frac {x_{2^{k-1}+1}+x_{2^{k-1}+2}+\cdots +x_{2^{k}}}{2^{k-1}}}}{2}}\\[7pt]&\geq {\frac {{\sqrt[{2^{k-1}}]{x_{1}x_{2}\cdots x_{2^{k-1}}}}+{\sqrt[{2^{k-1}}]{x_{2^{k-1}+1}x_{2^{k-1}+2}\cdots x_{2^{k}}}}}{2}}\\[7pt]&\geq {\sqrt {{\sqrt[{2^{k-1}}]{x_{1}x_{2}\cdots x_{2^{k-1}}}}{\sqrt[{2^{k-1}}]{x_{2^{k-1}+1}x_{2^{k-1}+2}\cdots x_{2^{k}}}}}}\\[7pt]&={\sqrt[{2^{k}}]{x_{1}x_{2}\cdots x_{2^{k}}}}\end{aligned}}}
여기서 첫번째 부등식이 등식이 되려면, 그 양변에 걸친 두 쌍의 산술 및 기하 평균이 각각 같아야 하므로
{\displaystyle x_{1}=x_{2}=\cdots =x_{2^{k-1}}}
{\displaystyle x_{2^{k}+1}=x_{2^{k}+2}=\cdots =x_{2^{k}}}
이어야 한다. 두번째 부등식이 추가로 등식이 되려면, 그 양변에 걸친 한 쌍의 산술 및 기하 평균이 같아야 한다. 즉, 앞의 절반 및 뒤의 절반의 수들의 기하 평균이 서로 같아야 한다. 따라서, 둘 다 등식이려면
{\displaystyle x_{1}=x_{2}=\cdots =x_{2^{k}}}
이어야 한다. 그러나 서로 다른 수이므로, 둘 다 등식이 될 수는 없다. 따라서,
{\displaystyle {\frac {x_{1}+x_{2}+\cdots +x_{2^{k}}}{2^{k}}}>{\sqrt[{2^{k}}]{x_{1}x_{2}\cdots x_{2^{k}}}}}
이다.
{\displaystyle n}이 2의 거듭제곱 꼴이 아닌 경우, {\displaystyle n}보다 큰, 2의 거듭제곱 {\displaystyle m=2^{k}>n}을 고를 수 있다. (이를테면, {\displaystyle k=n}인 경우 {\displaystyle 2^{n}>n}이다.) 음이 아닌 실수 {\displaystyle x_{1},x_{2},\cdots ,x_{n}} 및 그 산술 평균 {\displaystyle x}가 주어졌다고 하고, {\displaystyle n}개의 수를 다음과 같이 {\displaystyle m}개로 확장하자.
{\displaystyle x_{n+1}=x_{n+2}=\cdots =x_{m}=x}
그렇다면, 이미 증명한 {\displaystyle m}에 대한 부등식에 따라, 다음이 성립한다.
{\displaystyle {\begin{aligned}x&={\frac {x_{1}+x_{2}+\cdots +x_{n}}{n}}\\[6pt]&={\frac {{\frac {m}{n}}(x_{1}+x_{2}+\cdots +x_{n})}{m}}\\[6pt]&={\frac {x_{1}+x_{2}+\cdots +x_{n}+{\frac {m-n}{n}}(x_{1}+x_{2}+\cdots +x_{n})}{m}}\\[6pt]&={\frac {x_{1}+x_{2}+\cdots +x_{n}+(m-n)x}{m}}\\[6pt]&={\frac {x_{1}+x_{2}+\cdots +x_{n}+x_{n+1}+\cdots +x_{m}}{m}}\\[6pt]&>{\sqrt[{m}]{x_{1}x_{2}\cdots x_{n}x_{n+1}\cdots x_{m}}}\\[6pt]&={\sqrt[{m}]{x_{1}x_{2}\cdots x_{n}x^{m-n}}}\end{aligned}}}
따라서
{\displaystyle x^{m}>x_{1}x_{2}\cdots x_{n}x^{m-n}}
이다. 즉,
{\displaystyle x>{\sqrt[{n}]{x_{1}x_{2}\cdots x_{n}}}}
이다.

### 미분을 통한 증명
우선, {\displaystyle n=1,2}인 경우, 산술-기하 평균 부등식은 자명하게 성립한다. 이제, {\displaystyle n>1}에 대한 부등식을 가정한 채, {\displaystyle n+1>2}에 대한 부등식을 보이자. 모든 수가 같은 경우, 산술-기하 평균 부등식은 자명하게 성립한다. 서로 다른 두 수가 존재하는 경우, 당연히 {\displaystyle x_{1}\neq x_{2}}이라고 전제하여도 무방하다. 이 경우, 다음 식을 증명하여야 한다.
{\displaystyle {\frac {x_{1}+\cdots +x_{n}+x_{n+1}}{n+1}}-(x_{1}\cdots x_{n}x_{n+1})^{\frac {1}{n+1}}>0}
이는 음이 아닌 실수 {\displaystyle x_{1},\dots ,x_{n}\geq 0}을 고정하고, 함수
{\displaystyle f(t)={\frac {x_{1}+\cdots +x_{n}+t}{n+1}}-(x_{1}\cdots x_{n}t)^{\frac {1}{n+1}}\qquad (t\geq 0)}
를 정의하였을 때, 다음을 증명하여야 한다는 것과 같다.
{\displaystyle f(x_{n+1})>0}
극값을 구하기 위해, {\displaystyle f}의 미분을 취하자.
{\displaystyle f'(t)={\frac {1}{n+1}}-{\frac {1}{n+1}}(x_{1}\cdots x_{n})^{\frac {1}{n+1}}t^{-{\frac {n}{n+1}}}}
따라서, {\displaystyle f}는 다음과 같은 임계점을 갖는다.
{\displaystyle f'(t_{0})=0\iff t_{0}=(x_{1}\cdots x_{n})^{\frac {1}{n}}}
따라서, {\displaystyle f}의 가능한 극값은 다음과 같다.
{\displaystyle f(0)={\frac {x_{1}+\cdots +x_{n}}{n+1}}>0}
{\displaystyle {\begin{aligned}f(t_{0})&={\frac {x_{1}+\cdots +x_{n}+({x_{1}\cdots x_{n}})^{\frac {1}{n}}}{n+1}}-({x_{1}\cdots x_{n}})^{\frac {1}{n+1}}(x_{1}\cdots x_{n})^{\frac {1}{n(n+1)}}\\&={\frac {x_{1}+\cdots +x_{n}}{n+1}}+{\frac {1}{n+1}}({x_{1}\cdots x_{n}})^{\frac {1}{n}}-({x_{1}\cdots x_{n}})^{\frac {1}{n}}\\&={\frac {x_{1}+\cdots +x_{n}}{n+1}}-{\frac {n}{n+1}}({x_{1}\cdots x_{n}})^{\frac {1}{n}}\\&={\frac {n}{n+1}}\left({\frac {x_{1}+\cdots +x_{n}}{n}}-({x_{1}\cdots x_{n}})^{\frac {1}{n}}\right)\\&>0\end{aligned}}}
{\displaystyle \lim _{t\to \infty }f(t)=\infty >0}
여기서, {\displaystyle f(t_{0})=0}일 수 없는 이유는, 이미 {\displaystyle x_{1}\neq x_{2}}이라고 전제하였기 때문이다. 모든 극값이 0보다 크므로, 임의의 {\displaystyle t\geq 0}에 대하여,
{\displaystyle f(t)>0}
이다. 특히, {\displaystyle t=x_{n+1}}일 경우,
{\displaystyle f(x_{n+1})>0}
이다. 이렇게 {\displaystyle n+1}에 대한 산술-기하 평균 부등식이 증명되었다.

### 볼록성을 통한 증명
산술-기하 평균 부등식은 양의 실수들 {\displaystyle x_{1},x_{2}\dots ,x_{n}>0}에 대한 다음과 같은 항등식과 동치이다.
{\displaystyle \ln {\frac {x_{1}+x_{2}+\cdots +x_{n}}{n}}>{\frac {1}{n}}(\ln x_{1}+\ln x_{2}+\cdots +\ln x_{n})\qquad (\lnot x_{1}=x_{2}=\cdots =x_{n})}
이는 로그 함수의 옌센 부등식이므로, 로그 함수가 엄격 오목 함수임을 보이기만 하면 된다. 이는 이계 도함수 판정법
{\displaystyle (\ln x)''=\left({\frac {1}{x}}\right)'=-{\frac {1}{x^{2}}}<0\qquad (x>0)}
에 따라 성립한다.

## 관련 정리

### 가중 산술-기하 평균 부등식
가중 산술 평균과 가중 기하 평균 사이에도 비슷한 부등식이 성립한다. n개의 음수가 아닌 실수들 x1, x2, …, xn과 그에 대응하는 가중치 α1, α2, …, αn가 있을 때, 가중치의 합 {\displaystyle \alpha =\alpha _{1}+\alpha _{2}+\cdots +\alpha _{n}}이라 하면 다음이 성립한다.
{\displaystyle {\frac {\alpha _{1}x_{1}+\alpha _{2}x_{2}+\cdots +\alpha _{n}x_{n}}{\alpha }}\geq {\sqrt[{\alpha }]{x_{1}^{\alpha _{1}}x_{2}^{\alpha _{2}}\cdots x_{n}^{\alpha _{n}}}}}
마찬가지로 이 부등식은 모든 xk들이 같을 때 등식이 된다.

### 가중 산술-기하 평균 부등식의 증명
{\displaystyle \alpha _{k}=0(k=0,1,\cdots ,n)}를 가중치로 갖는 {\displaystyle x_{k}}은 전체 식에 영향을 주지 않으므로 배제하고 생각하면, 증명에서 다루는 모든 {\displaystyle \alpha _{k}}는 양수라고 가정할 수 있다.
{\displaystyle f(x)=lnx}에서 젠센 부등식을 이용하면 쉽게 증명할 수 있다.
{\displaystyle x>0}일 때 {\displaystyle f(x)=lnx}는 오목함수, 즉 위로 볼록한 함수이므로
{\displaystyle {\begin{aligned}\ln {\Bigl (}{\frac {\alpha _{1}x_{1}+\cdots +\alpha _{n}x_{n}}{\alpha }}{\Bigr )}&>{\frac {\alpha _{1}}{\alpha }}\ln x_{1}+\cdots +{\frac {\alpha _{n}}{\alpha }}\ln x_{n}\\&=\ln {\sqrt[{\alpha }]{x_{1}^{\alpha _{1}}x_{2}^{\alpha _{2}}\cdots x_{n}^{\alpha _{n}}}}.\end{aligned}}}
이다. {\displaystyle f(x)=lnx}는 단조증가함수이므로
{\displaystyle {\frac {\alpha _{1}x_{1}+\alpha _{2}x_{2}+\cdots +\alpha _{n}x_{n}}{\alpha }}\geq {\sqrt[{\alpha }]{x_{1}^{\alpha _{1}}x_{2}^{\alpha _{2}}\cdots x_{n}^{\alpha _{n}}}}}
가 성립함이 증명된다.

### 제곱-산술-기하-조화 평균 부등식
산술-기하 평균 부등식에 제곱 평균과 조화 평균에 대한 결론을 추가할 수 있다. 음이 아닌 실수 {\displaystyle x_{1},x_{2},\dots ,x_{n}\geq 0}에 대하여, 다음이 성립한다.
{\displaystyle {\frac {n}{{\frac {1}{x_{1}}}+{\frac {1}{x_{2}}}+\cdots +{\frac {1}{x_{n}}}}}\leq {\sqrt[{n}]{x_{1}x_{2}\cdots x_{n}}}\leq {\frac {x_{1}+x_{2}+\cdots +x_{n}}{n}}\leq {\sqrt {\frac {x_{1}^{2}+x_{2}^{2}+\cdots x_{n}^{2}}{n}}}}
특히, 각각의 부등호가 등호가 될 성립할 필요 충분 조건은, 모든 실수들이 같다는 것이다.
{\displaystyle {\frac {n}{{\frac {1}{x_{1}}}+{\frac {1}{x_{2}}}+\cdots +{\frac {1}{x_{n}}}}}<{\sqrt[{n}]{x_{1}x_{2}\cdots x_{n}}}<{\frac {x_{1}+x_{2}+\cdots +x_{n}}{n}}<{\sqrt {\frac {x_{1}^{2}+x_{2}^{2}+\cdots x_{n}^{2}}{n}}}\qquad (\lnot x_{1}=x_{2}=\cdots =x_{n})}
{\displaystyle {\frac {n}{{\frac {1}{x_{1}}}+{\frac {1}{x_{2}}}+\cdots +{\frac {1}{x_{n}}}}}={\sqrt[{n}]{x_{1}x_{2}\cdots x_{n}}}={\frac {x_{1}+x_{2}+\cdots +x_{n}}{n}}={\sqrt {\frac {x_{1}^{2}+x_{2}^{2}+\cdots x_{n}^{2}}{n}}}\qquad (x_{1}=x_{2}=\cdots =x_{n})}

### 기타
이 부등식의 다른 일반화된 형태로는 뮤어헤드 부등식과 일반화된 평균 부등식이 있다.

## 같이 보기
- 영의 부등식

## 참고 문헌
1. ↑  Hoffman, D. G. (1981), 〈Packing problems and inequalities〉,   Klarner, David A., 《The Mathematical Gardner》, Springer, 212–225쪽, doi:10.1007/978-1-4684-6686-7_19